# 河原泰則
河原 泰則（かわはら やすのり、1948年 - ）は茨城県日立市出身のコントラバス奏者。ドイツのケルン放送交響楽団の首席コントラバス奏者などを歴任。ソリストとしても活動している。

## 略歴
茨城県日立市生まれ。11歳のとき小学校の音楽カリキュラムで初めてコントラバスを手にする。茨城県立水戸第一高等学校から一橋大学商学部に進むが、同時に大学5年目の1971年から1975年まで桐朋学園大学音楽部の聴講生となり堤俊作、小野崎充両名に師事する。1973年一橋大学商学部卒業。憲法学者の成嶋隆新潟大学名誉教授は一橋大学管弦楽団の同期で、ともに学生運動に参加するなどした。
1975年、ベルリン音楽大学に留学しライナー･ツェペリッツ、ミシェル・シュヴァルベに師事、1977年、最優秀の成績で卒業した。
卒業と同時に、フランクフルト市立歌劇場管弦楽団首席コントラバス奏者に就任。翌1978年には、ジュネーヴ国際音楽コンクールでは1位なしの2位に入賞した。1980年から2011年まで、ドイツのケルン放送交響楽団の首席コントラバス奏者を務めた。また、ソリストとしても積極的に活動しており、ソロコンサートの他、スイス・ロマンド管弦楽団、シュトゥットガルト室内管弦楽団、イザイ弦楽四重奏団、アルバン・ベルク弦楽四重奏団などと共演している。また、国内では紀尾井シンフォニエッタ東京やサイトウ・キネン・オーケストラに参加している。紀尾井ホール室内管弦楽団プレーヤー兼運営委員。
ミュンヘン国際音楽コンクールの審査員も務めるなど、若手の育成にも力を入れる。2016年、ミュンヒェン国際音楽コンクール・コントラバス部門審査委員長。また、ベルリン芸術週間、リヨン･ミュジカード音楽祭等の著名な音楽祭にも数多く参加している。
高い技巧とともに深い響きの滑らかな演奏は世界的にも高い評価を得ており、ドイツで発売したソロアルバム『Fantasy on Double-Bass』はドイツの音楽誌の1995年度年間トップCDのリストに掲載された。2006年にはアントワーヌ・ド・サン＝テグジュペリの『Le Petit Prince』を翻訳し『小さな星の王子さま』の表題で春秋社から出版した。

## アルバム
- コントラバスの奇跡（1995年、ソニー・ミュージックエンタテインメント）
- アリア 河原泰則ライヴ（2007年、フォンテック）